# Jean Jourden
Jean Jourden (Saint-Brieuc, 11 juli 1942 – 23 november 2024) was een Franse wielrenner. Hij was beroepsrenner tussen 1965 en 1972.

## Belangrijkste overwinningen
1961
- Wereldkampioen op de weg, Amateurs
- Trophée Gentil

1968
- Fay-de-Bretagne
- GP Ouest France-Plouay
- Eindklassement Vierdaagse van Duinkerken

1969
- GP Ouest France-Plouay

1970
- GP van Isbergues

## Resultaten in voornaamste wedstrijden
| Jaar | Ronde van Italië | Ronde van Frankrijk | Ronde van Spanje |
| ---- | ---------------- | ------------------- | ---------------- |
| 1965 |                  |                     | opgave           |
| 1967 |                  |                     |                  |
| 1968 |                  | opgave              |                  |
| 1969 |                  | opgave              |                  |
| 1970 |                  |                     |                  |
| 1971 |                  |                     |                  |
| 1972 |                  |                     |                  |

| Jaar | Milaan-San Remo | Gent-Wevelgem | Ronde van Vlaanderen | Parijs-Roubaix | Ronde van Lombardije | Parijs-Tours | Bretagne Classic |  | WK op de weg |  | Wereldranglijsten |
| ---- | --------------- | ------------- | -------------------- | -------------- | -------------------- | ------------ | ---------------- |  | ------------ |  | ----------------- |
| 1965 |                 |               |                      |                |                      |              |                  |  |              |  |                   |
| 1967 |                 |               |                      | 51e            |                      | 84e          |                  |  |              |  |                   |
| 1968 | 61e             |               | 16e                  | 19e            |                      | 97e          | Goud             |  | 9e           |  | 20e (SPP)         |
| 1969 |                 | 48e           |                      | 23e            |                      | 39e          | Goud             |  |              |  |                   |
| 1970 | 92e             |               |                      |                |                      |              |                  |  |              |  |                   |
| 1971 |                 |               | 12e                  | 12e            | 16e                  | 86e          |                  |  |              |  |                   |
| 1972 |                 |               | 71e                  |                |                      |              |                  |  |              |  |                   |

Aimar · 
Anquetil ·
Beuffeuil ·
Denson ·
Elliott ·
Everaert ·
Graczyk ·
Grain ·
den Hartog ·
Ignolin ·
Jourden ·
Le Dudal · 
Lebaube ·
Lemeteyer ·
Lute ·
Martin ·
Novak ·
Poppe ·
Quesne ·
Rostollan ·
Salmon ·
Stablinski ·
Thiélin ·
Vannitsen ·
Wuillemin
Aerenhouts ·
Bachelot ·
Bellone · 
Bodin ·
Boudringhin ·
Bourgois ·
Bouton ·
Cazala ·
Chappe ·
Cools ·
Delort ·
Elliott ·
Genet ·
Guimbard ·
Hiddinga ·
Hoban ·
Ignolin ·
Jourden ·
Laforest ·
Leduc ·
Manzano ·
Melckenbeeck ·
Poulidor ·
Poulot ·
Spruyt ·
Swerts · 
Van Schil ·
Wolfshohl
Biville ·
Briend ·
Cadiou ·
Campaner ·
Chappe ·
Dupuch ·
Errandonea ·
Genet ·
Goossens ·
Grelin ·
Guimard ·
Harrison ·
Hiddinga ·
Janssens ·
Jourden ·
Labourdette ·
Matignon ·
Ménard ·
Mourioux ·
Peelman ·
Perin · 
Perurena ·
Pommier · 
Poulidor ·
Proust ·
Rabaute ·
Van Lancker ·
Van Roosbroeck ·
Wolfshohl
Besnard ·
Bilsland ·
Bouloux ·
Bracke ·
Danguillaume ·
David ·
De Witte ·
Delisle ·
Dumont ·
Gay ·
Godefroot ·
Janbroers ·
Jourden ·
Julien ·
Maingon ·
Martelozzo ·
Mattioda ·
Mollet ·
Parenteau ·
Pingeon ·
Quesne ·
Rabaute ·
Raymond ·
Rouxel ·
Sadot · 
Thévenet ·
Tschan
Aigueparses ·
Besnard ·
Bilsland ·
Bouloux ·
Bracke ·
Danguillaume ·
David ·
De Witte ·
Delisle ·
Dumont ·
Esclassan ·
Godefroot ·
Janbroers ·
Jourden ·
Julien ·
Maingon ·
Martelozzo ·
Mattioda ·
Mollet ·
Ovion ·
Parenteau ·
Pingeon ·
Raymond ·
Rouxel ·
Sibille · 
Thévenet ·
Tschan